# Janina Fetlińska

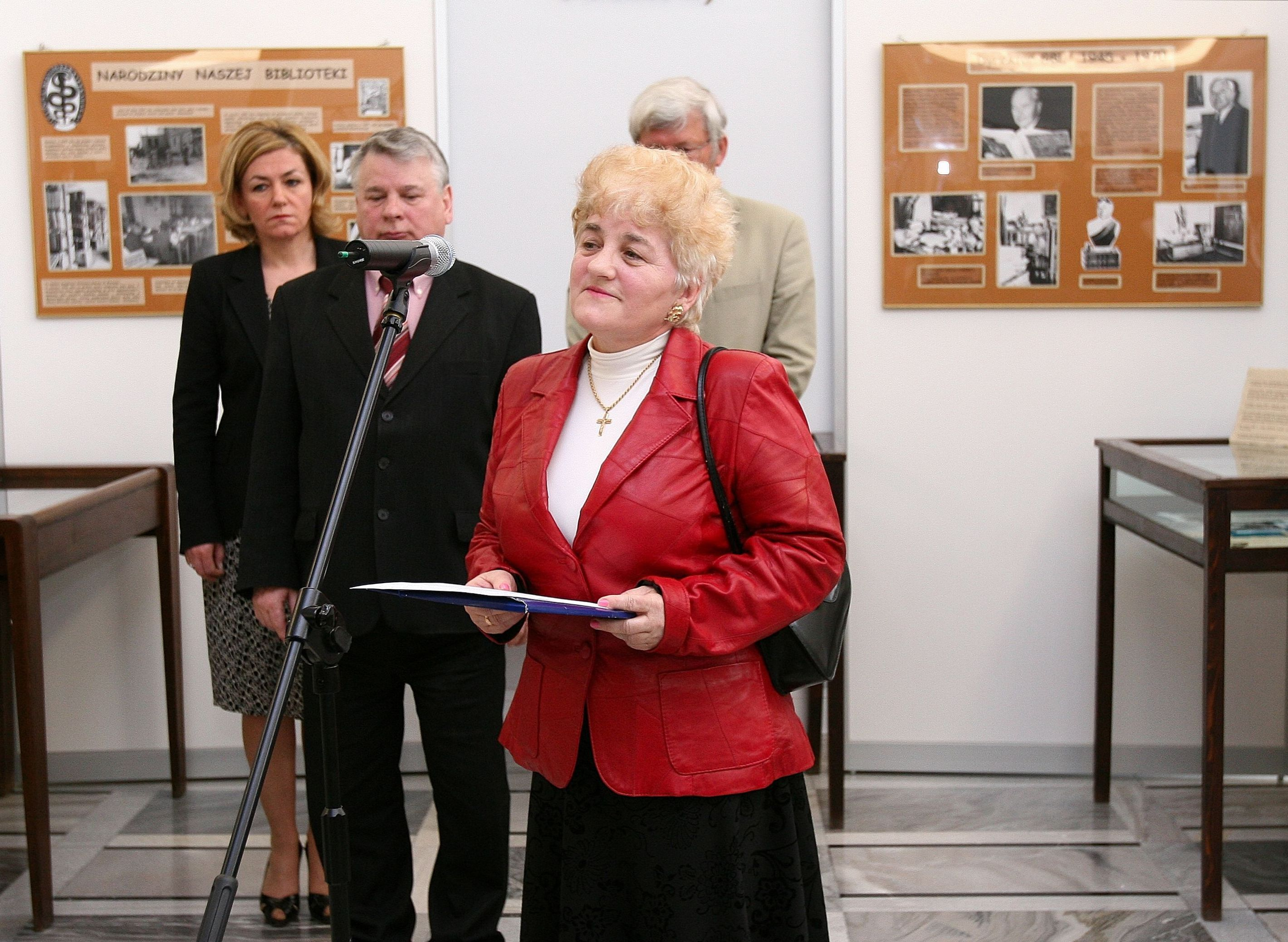
Janina Fetlińska podczas otwarcia wystawy Stanisław Konopka (1896–1982). Dzieło życia w Senacie (2008)

Janina Fetlińska z domu Galicka (ur. 14 czerwca 1952 w Tuligłowach, zm. 10 kwietnia 2010 w Smoleńsku) – polska polityk, pielęgniarka, doktor nauk medycznych, senator VI i VII kadencji.

## Życiorys
W 1977 ukończyła studia na Wydziale Pielęgniarskim Akademii Medycznej w Lublinie. Szkoliła się następnie w Centrum Medycznym Kształcenia Podyplomowego w Warszawie. Uzyskała specjalizację I stopnia z medycyny społecznej (1981) oraz II stopnia z organizacji ochrony zdrowia (1984), a w 1986 stopień doktora nauk medycznych w zakresie pielęgniarstwa. W 1991 ukończyła Podyplomowe Studium Ekonomiki Zdrowia na Wydziale Nauk Ekonomicznych Uniwersytetu Warszawskiego.
Od 1977 do 1991 była kierownikiem Wojewódzkiego Ośrodka Doskonalenia Kadr Medycznych Wojewódzkiego Szpitala Zespolonego w Ciechanowie, następnie do 1998 zajmowała stanowisko dyrektora Wojewódzkiego Ośrodka Organizacji i Ekonomiki Ochrony Zdrowia w tym samym mieście. Przez cztery lata kierowała ciechanowskim oddziałem Mazowieckiego Centrum Zdrowia Publicznego. W latach 1996–2004 pełniła funkcje wicedyrektora i dyrektora Instytutu Edukacji Zdrowotnej i Promocji Zdrowia w Ciechanowie w Wyższej Szkole Humanistycznej im. Aleksandra Gieysztora w Pułtusku. Do 2005 pracowała również jako nauczyciel akademicki w Państwowej Wyższej Szkole Zawodowej w Ciechanowie.
W latach 1998–2005 zasiadała w radzie powiatu ciechanowskiego. W wyborach w 1993 bez powodzenia ubiegała się o mandat senatorski w województwie ciechanowskim z ramienia KW Okręgowej Rady Pielęgniarek i Położnych. W wyborach parlamentarnych w 2005 została wybrana na senatora VI kadencji z listy Prawa i Sprawiedliwości w okręgu płockim. W wyborach parlamentarnych w 2007 po raz drugi uzyskała mandat senatorski, otrzymując 103 365 głosów.
Zginęła 10 kwietnia 2010 w katastrofie polskiego samolotu Tu-154M w Smoleńsku w drodze na obchody 70. rocznicy zbrodni katyńskiej. 16 kwietnia 2010 została pośmiertnie odznaczona Krzyżem Komandorskim Orderu Odrodzenia Polski. 17 kwietnia 2010 otrzymała pośmiertnie Krzyż Honorowy Związku Harcerstwa Rzeczypospolitej – AD AMICUM. Jej pogrzeb odbył się 21 kwietnia 2010 w Ciechanowie.
28 września 2010 Rada Miasta Płocka przyznała Janinie Fetlińskiej tytuł honorowego obywatela miasta. 2 kwietnia 2011 na Wydziale Ochrony Zdrowia Państwowej Wyższej Szkoły Zawodowej w Ciechanowie odsłonięto poświęconą jej tablicę pamiątkową. Została odznaczona odznaką honorową „Zasłużony dla Województwa Podkarpackiego”.

## Życie prywatne
Córka Adolfa i Julii. Jej mężem był Włodzimierz, mieli syna Bartosza.